# Otto Opitz
Otto Opitz (* 8. Juni 1939 in Deggendorf, Niederbayern) ist ein deutscher Wirtschaftsmathematiker und Hochschullehrer. Er befasste sich mit Fragen der mathematischen Wirtschaftstheorie, mathematischen Methoden der Marktforschung und Problemen der numerischen Datenanalyse.

## Leben
Opitz studierte Mathematik, Wirtschaftswissenschaft und Physik an der Universität München und der Universität Saarbrücken. Seit 1958 ist er Mitglied des Corps Hubertia München. Nach dem  Mathematik-Diplom ging er 1966 für vier Jahre als  Wissenschaftlicher Assistent an das Institut für Mathematische Statistik und das Institut für Unternehmensforschung der Universität Karlsruhe. 1969  promovierte er an der Universität Saarbrücken zum Dr. rer. nat. Schon ein Jahr später  habilitierte er sich an der Karlsruher Fakultät für Wirtschaftswissenschaften.  1970/71 vertrat er den Lehrstuhl für Wirtschaftstheorie und Ökonometrie.
1971 wurde er als  o. Universitätsprofessor für Wirtschaftstheorie und Operations Research an die Universität Innsbruck berufen. Den Ruf der Universität Bern im nächsten Jahr lehnte er ab. Dagegen folgte er dem Karlsruher Ruf auf den Lehrstuhl des Instituts für Entscheidungstheorie und Unternehmensforschung. In Karlsruhe war Opitz von 1975 bis 1977 Dekan der Fakultät für Wirtschaftswissenschaften. Die Deutsche Forschungsgemeinschaft beauftragte ihn mit dem Projekt Taxonomische Modelle und ihre Anwendung in der Marktforschung.
1978 folgte er dem  Ruf der Universität Augsburg auf den Lehrstuhl für Mathematische Methoden der Wirtschaftswissenschaften. Anfang der 1980er Jahre nahm er Gastprofessuren an der Universität Lissabon, der Universität Ilmenau und der University of British Columbia in Vancouver wahr. Einen Ruf der Hamburger Universität der Bundeswehr lehnte er 1987 ab. 1984/85 war er Dekan, 2001 Prorektor der Universität Augsburg. Zum 60. Geburtstag ehrten ihn Kollegen mit einer Festschrift. 2006 wurde er mit 67 Jahren emeritiert.
Von 1998 bis 2004 war er Vorsitzender der Gesellschaft für Klassifikation (GfKl) Data Science Society. Im März 2007 wurde er auf der Mitgliederversammlung der GfKl zum Ehrenmitglied ernannt.

## Veröffentlichungen (Auswahl)
- Mathematik – Übungsbuch für Ökonomen. München 2005, ISBN 978-3-486-57718-1
- mit Robert Klein: Mathematik – Lehrbuch für Ökonomen. München 2011, ISBN 978-3-486-59671-7